# Selecció masculina d'handbol d'Andorra
La selecció masculina d'handbol d'Andorra representa a Andorra en els partits d'handbol masculí internacionals. Està controlat per la Federació Andorrana d'Handbol.

## Història
Andorra es va convertir en membre de ple dret de la Federació Europea d'Handbol a l'11è Congrés Extraordinari de l'EHF el 29 de maig de 2011. La selecció nacional masculina va jugar el seu primer partit oficial, en un amistós el 7 d'octubre de 2011, rebent a Irlanda. 350 aficionats es van reunir per presenciar el partit, que van guanyar els visitants en els darrers segons per 30-29.
El 2015, Andorra va jugar el Campionat de Nacions Emergents de l'IHF a Kosovo, on només va poder guanyar un dels sis partits disputats.

## Resultats del Campionat de Nacions Emergents de la IHF
| Curs  | Posició | PJ | G | E | D  |
| ----- | ------- | -- | - | - | -- |
| 2015  | 15è     | 6  | 1 | 0 | 5  |
| 2017  | 14è     | 6  | 1 | 0 | 5  |
| Total | Total   | 12 | 2 | 0 | 10 |